# Lepajci
Lepajci is een plaats in de gemeente Krapina in de Kroatische provincie Krapina-Zagorje. De plaats telt 398 inwoners (2001).